# Мости в Кракові

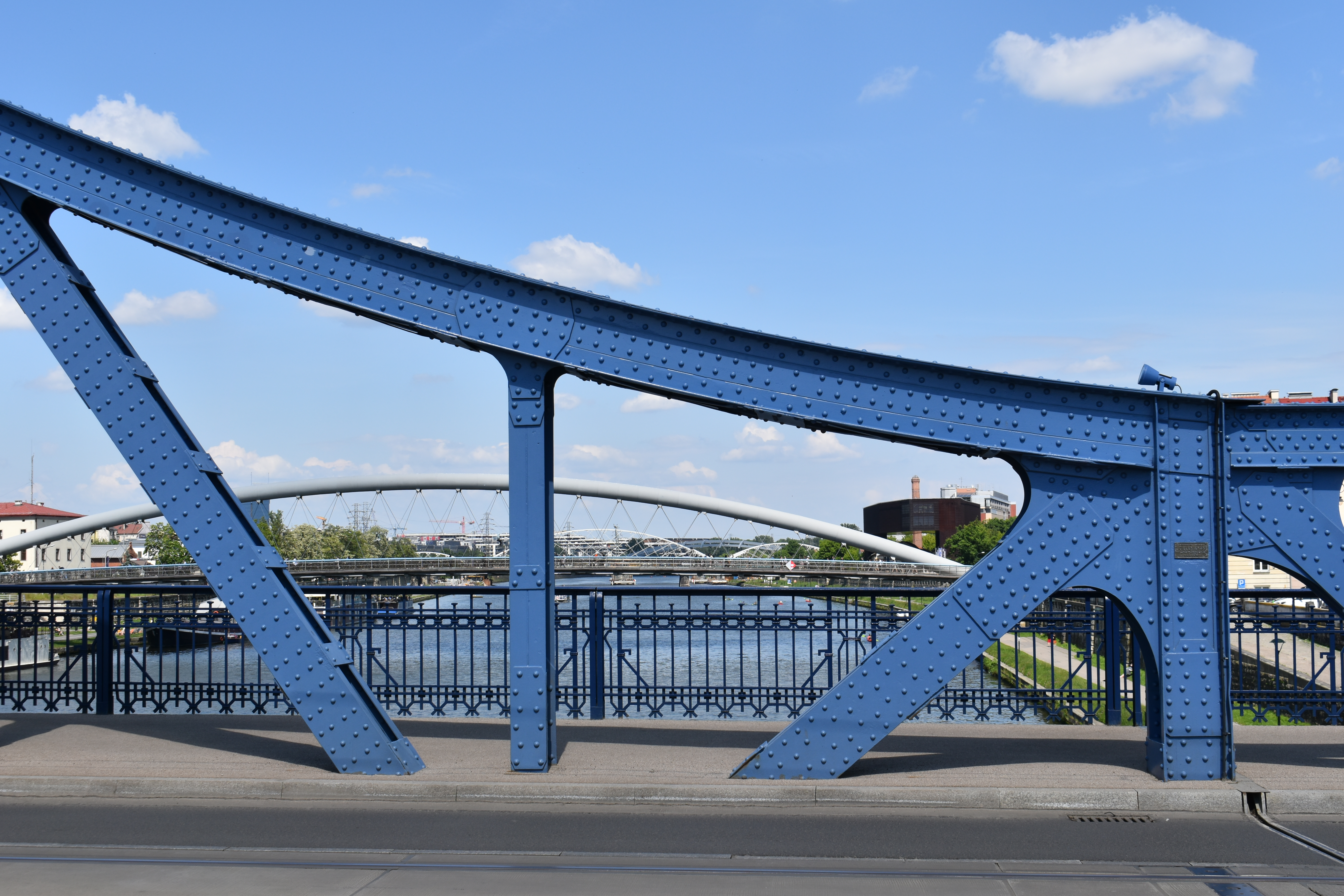
Вид з мосту Пілсудського: пішохідний міст Бернатка, прольоти нового залізничного мосту на міжміській трасі, міст Котлярського.

У межах Кракова через річку Вісла перекинуто 12 автомобільних мостів, 2 велосипедних та пішохідних та 3 залізничних мости. Вони з'єднують південні райони міста з північними - річка Вісла ділить Краків на 2 частини однакового розміру. У районі міста також є численні мости на менших річках, які є притоками Вісли, зокрема на Рудаві, Вільгі та Прондніку.
Єдиний офіційно названий міст, котрий не лежить через Віслу, це Ретманський міст (на річці Вільга).

## Мости на Віслі
|                         |
| Міст Юзефа Пілсудського |

|                  |
| Котлярський міст |

|                           |
| Міст Сілезьких повстанців |

|                     |
| Грюнвальдський міст |

|            |
| міст Ванди |

|                   |
| Звежинецький міст |

|                       |
| міст на запруді Дамба |

### Існуючі

Існуючі мости в Кракові
мости автомобільні
мости залізничні
кладки пішохідно-роверові
трубопроводи
запруди

Об'єкти в порядку із заходу на схід (порівняйте з зображенням галереї):
1. міст на запруді Костюшка (4-та кільцева дорога Кракова)
2. пішохідний міст на запруді Костюшко
3. вантовий міст у Піховіцах (теплопровід) (друга черга)
4. Звежинецький міст
5. Дембницький міст (2-га Краківська кільцева дорога)
6. Грюнвальдський міст
7. Міст Юзефа Пілсудського
8. Міст отця Бернатка
9. Міст Сілезьких повстанців
10. залізничний міст у Заблоцє (залізнична лінія № 91)
11. Котлярський міст (2-а кільцева дорога Кракова)
12. залізничний міст на Дамбі (залізнична лінія № 100)
13. міст на запруді Дамба
14. Новогуцький міст і теплопровід в Легу
15. міст Ванди
16. Міст Кардинала Францішека Махарського
17. запруда Пшевуз
18. залізничний міст у Пржиласку Русецькому (залізнична лінія № 95)
19. Міст Краків - Неполомиці

### Історичні мости (неіснуючі)
- Карлів міст
- Підгірський міст
- Міст Кракуса
- Королівський міст (через Стару Віслу)
- залізничний міст у Гжеґужках (через Стару Віслу) - сьогодні віадук над вул. Гжегоржецька
- тимчасовий:
  - Міст Лайконік
  - Міст Лайконік 2
  - саперний міст у Тинці, що існував під час Першої світової війни[1]

### Проєктовані
- Піховицький міст[2] (3-я краківська кільцева дорога)
- міст на "Теплотрасі" в Легу (Łęg) (3-тя кільцева дорога Кракова)
- пішохідні та велосипедні мости:
  - Казімєж – Людвінув, біля місця впадіння річки Вільга у Віслу[3][4]
  - Вавель - Мангга
  - Заблоцє – вул. Подгурська (біля Галерея Казімеж (пол. Galeria Kazimierz))

## Календар мостів на Віслі

### ДоXIX століття

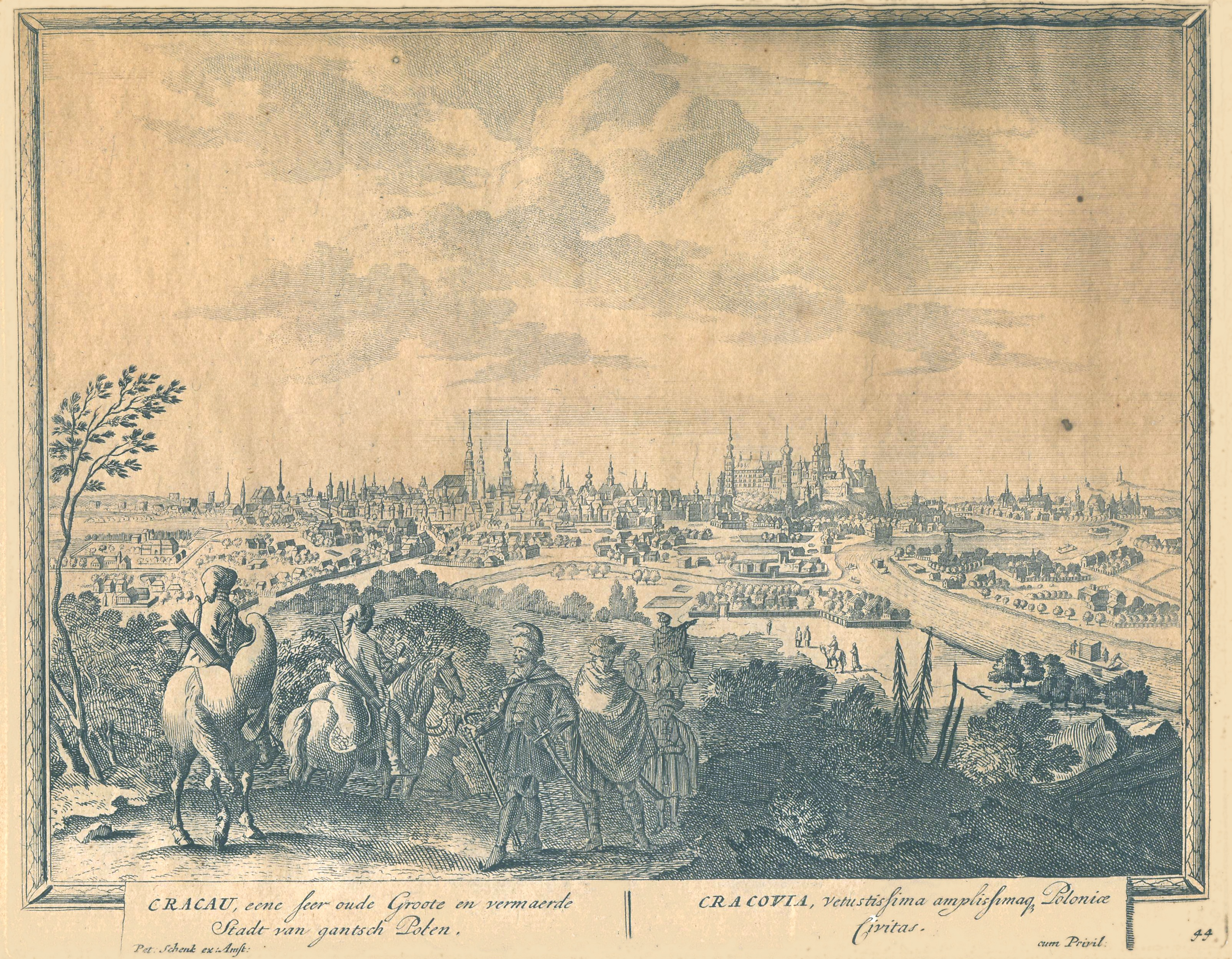
Панорама Кракова XVII століття - праворуч видно мости Страдомського та Скавінського.

Від початку перших поселень у Кракові на найважливіших шляхах перетину Вісли були броди та мости. Вони з’єднали Краків із сусідніми містами: Казімєж, Подґуже, Дембники та з сусідніми містами Тинець, Велічка, Бохня та Скавіна, дозволяючи подорожувати до Львова та Відня. Найважливішим з них був Страдомський міст (званий Королівським мостом), що сполучав Краків з Казімежем.
У 1657 році шведи, які залишали місто після Потопу, спалили мости в Кракові (тоді всі дерев’яні). Страдомський і Велицький мости (в околиці сьогоднішнього Мосту Сілезьких Повстанців) були перебудовані у вигляді простих дерев’яних конструкцій, а міст Скавінський (в районі сьогоднішньої вул. Скавінська) був замінений поромною переправою, котра, не користуючись популярністю, незабаром була ліквідована.
Перший мурований кам'яний міст в районі Кракова був побудований в кінці XVIII століття.

### XIX століття
- 1802 рік - відкриття Карлового мосту
- 1813 рік - повінь руйнує мости:
  - Карлів міст
  - Королівський міст (через Стару Віслу)
- 1824 рік - реконструкція Страдомського мосту
- 1828 рік - міст на сучасній вул. Старовісльна (на старій Віслі) - відкриття

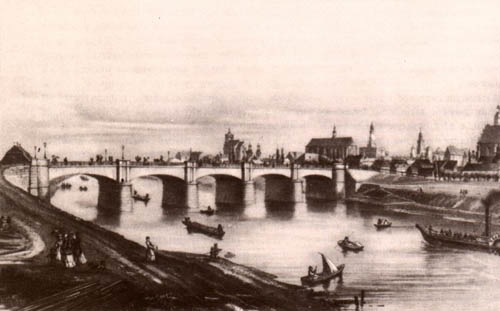
Підгірський міст середини XIX століття.

- 1844-50 роки - Підгірський міст (Міст Приміти, міст Франца Юзефа) - будівництво та відкриття (поруч із колишнім Карловим мостом)
- 1854-56 роки - дерев'яні залізничні мости:
  - на Старій Віслі (Гжегужкі (пол. Grzegórzki)) - будівництво та відкриття
  - на Новій Віслі (Заблоцє (пол. Zabłocie)) - будівництво та відкриття
- 1861-63 роки - залізничний міст на Гжегужках - перебудова на кам'яний міст
- 1863-64 роки - залізничний міст у Заблоцє - перебудова на сталевий міст
- 1878-80 роки - насипання русла Старої Вісли
  - Страдомський міст - знесення
  - міст на сучасній вул. Старовісльна – знесення
  - залізничний міст на Гжегужках – став віадуком
- 1884 рік - залізничний міст у Заблоцє - перебудова на 2 фермові мости (на старих опорах)
- 1887 рік - дерев'яний військовий міст біля підніжжя Сандомирської вежі біля Вавеля - відкриття[5]
- 1887-88 роки - Денбницький міст (залізничний і автомобільний) - будівництво та відкриття
- 1891 рік - дерев'яний військовий міст біля підніжжя Сандомирської вежі біля Вавеля - зруйнований через структурні дефекти

### XX століття
- 1905-09 роки - регулювання Вісли та забудова бульварів
- 1911 рік - Денбніцький міст - ліквідація залізничного шляху (міст став автомобільним)
- 1909-13 роки - III міст; Міст Кракуса - будівництво та відкриття
- 1914 рік
  - військовий дерев'яний міст у Пшегожалах - короткочасне користування
  - військовий дерев'яний міст у Гжеґужках - короткочасне користування
  - військовий дерев'яний міст у Чижинах - короткочасного користування
  - військовий дерев'яний міст у Могилі - короткочасного користування
- 1917 рік - побудовано лінію електричного трамваю III Мост
- 1925 рік - Підгірський міст - знесення через поганий технічний стан і будівництво пішохідного мосту на старих опорах[6]
- 1926-33 роки - Міст Юзефа Пілсудського (Другий міст) - будівництво та відкриття (безпосередньо біля колишнього Подгурського мосту)
- 1929 рік - відкриття саперного мосту на Дамбі
- 1939 рік
  - міст в селі Могила (сталевий та дерев'яний) - відкриття
  - міст у селі Могила - підірваний відступаючими частинами Армії Краківської
  - саперний міст на Дамбі - ліквідація
- 1943 рік – залізничний міст на Дамбі (вздовж малої залізничної об'їзної дороги) - відкриття
- 1944 рік – міст у села Могила - реконструкція (у вигляді дерев'яного мосту)

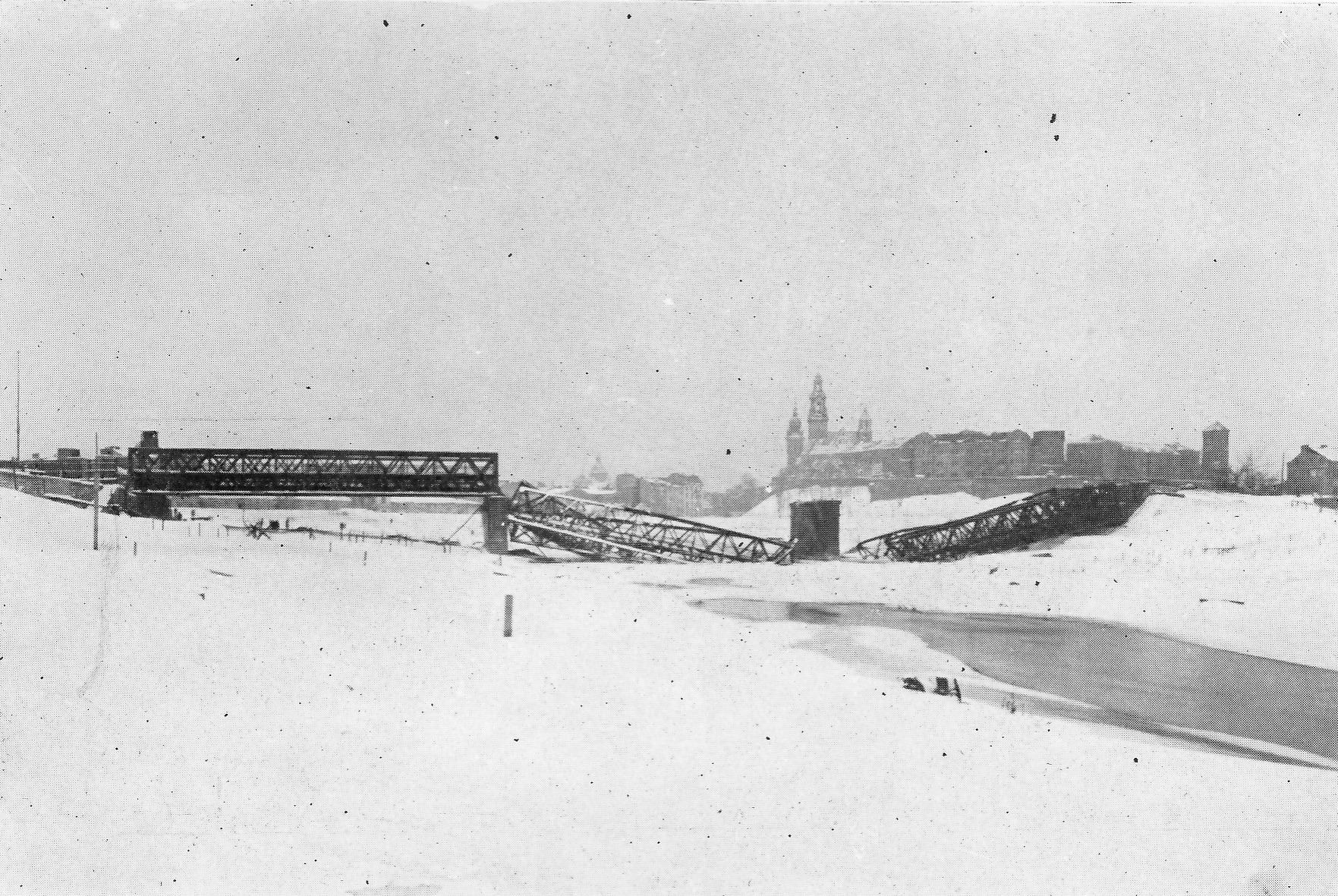
Дембницький міст зруйнований німцями у 1945 році.

- 1945 рік – 18 січня, відступаючі німецькі війська руйнують краківські мости:
  - Дембніцький міст - підрив
  - Міст Кракуса - підрив
  - Міст Юзефа Пілсудського - частково зруйнований
  - міст у селі Могила - підрив
  - залізничний міст у Заблоцє - підірваний і відбудований радянською армією
- 1945-48 роки - Міст Кракуса - відбудова
- 1948 рік - Міст Юзефа Пілсудського - відбудова та присвоєння імені Тадеуша Костюшка
- 1948-51 роки - Дембніцький міст - відбудова
- 1949-54 роки – запруда Пшевуз – будівництво та відкриття
- 1951 рік - Новогуцький міст (у Легу) - відкриття
- 1952 рік - залізничний міст у Пржиласку Русецькому (вздовж великої залізничної об'їзної дороги) - відкриття
- 1959 рік - залізничний міст на Дамбі (вздовж малої залізничної об'їзної) - реконструкція на сталевий міст
- 1966 рік - відкриття мосту на запруді Дамба
- 1968-71 роки
  - Міст Кракуса - знесення
  - Міст Сілезьких Повстанців (Третій міст) - будівництво замість мосту Кракуса
- 1971 рік - Відкриття мосту Краків - Неполомиці
- 1972 рік - Грюнвальдський міст - відкриття
- 1978 рік - Міст Сілезьких повстанців - реконструкція
- 1986 рік - вантовий міст у Піховіцах (теплопровід Краків - Скавіна) - відкриття
- 1988 рік - залізничний міст у Заблоцє - заміна прольотів
- 1990 рік
  - Міст Юзефа Пілсудського - відновлення назви (змінено у 1948 р.)
  - міст на запруді Костюшка - відкриття
- 1998 рік
  - Міст Дембніцьки – капітальний ремонт
  - Міст Лайконік - відкриття на час ремонту Денбніцького мосту
  - Міст Лайконік - демонтаж та перенесення в інше місце (як міст Лайконік 2)

### XXI століття
- 2001 рік
  - Котлярський міст - відкриття
  - Звежинецький міст - відкриття
- 2002 рік

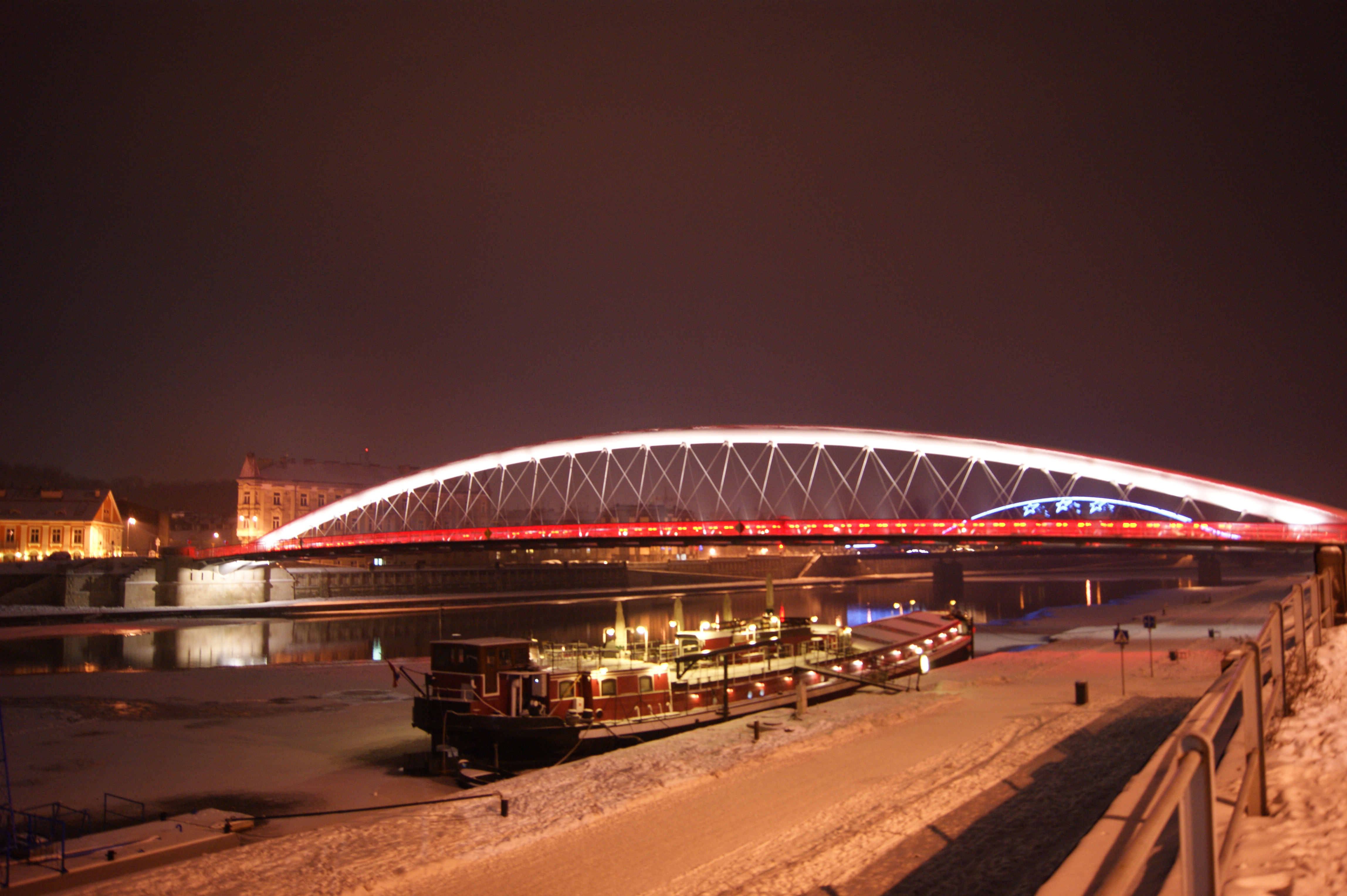
Пішохідний міст отця Бернатка

  - Міст Лайконік 2 - демонтаж через відкриття поруч мосту Котлярського
  - Міст Ванди (на місці мостів, підірваних у 1939 та 1945 роках) - відкриття
- 2007-08 роки - міст на запруді Костюшка - капітальний ремонт
- 2008 рік – будівництво пішохідно-велосипедного мосту на запруді Костюшка[7]
- 2010 рік
  - Котлярський міст – лінія електричного трамваю
  - Пішохідний міст отця Бернатка - відкриття
- 2017 рік
  - кардинальский міст Францішека Махарського – відкриття